# La manzana
La manzana  (en persa سیب Sib) es una película iraní dirigida por Samira Makhmalbaf y estrenada en el año 1998.

## Argumento
Basado en hechos reales, cuenta la historia de dos hermanas encerradas desde su infancia en su casa. Los vecinos denuncian la situación y las autoridades intervienen.